# Mainhardt Graf von Nayhauß-Cormons

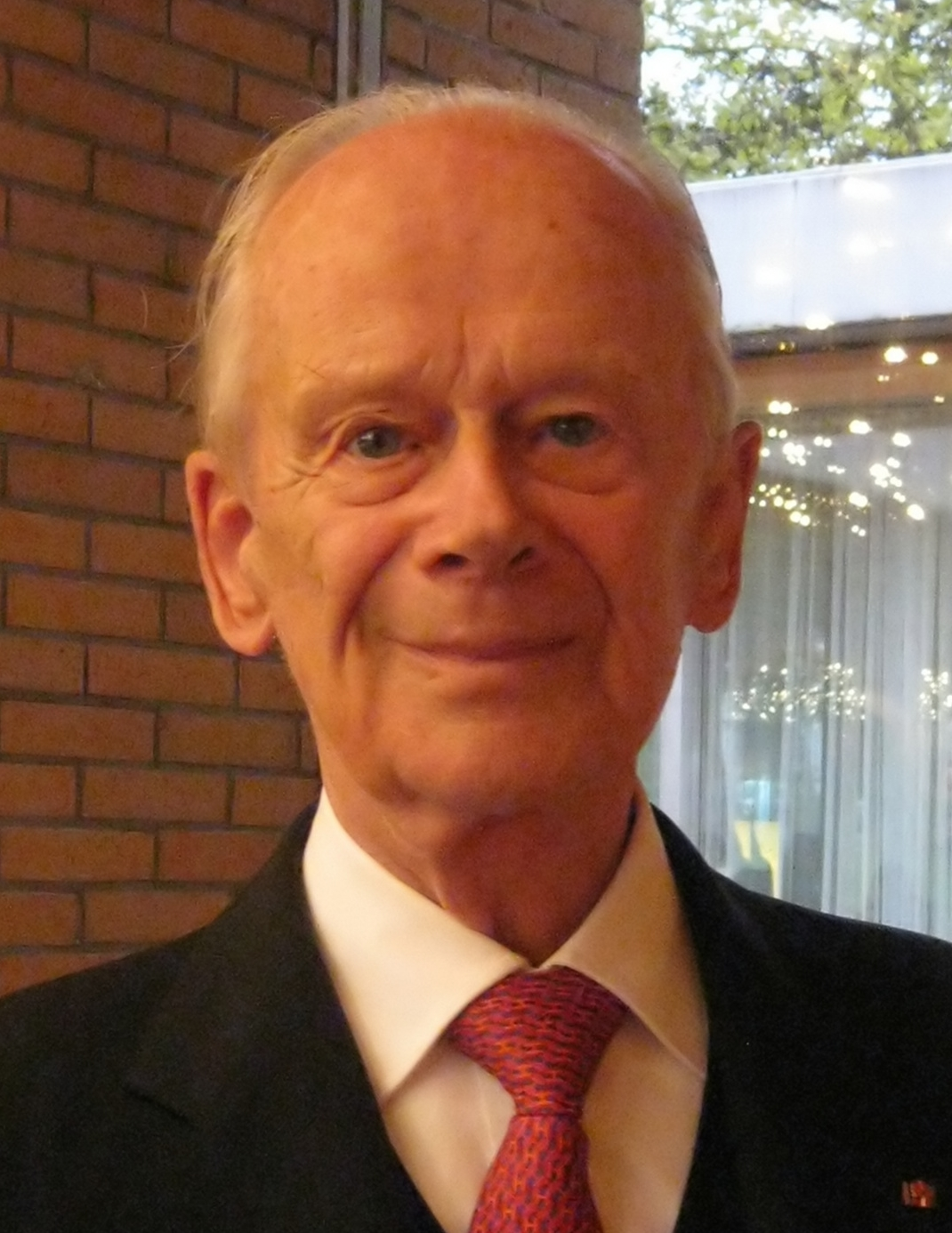
Mainhardt Graf von Nayhauß (2015)

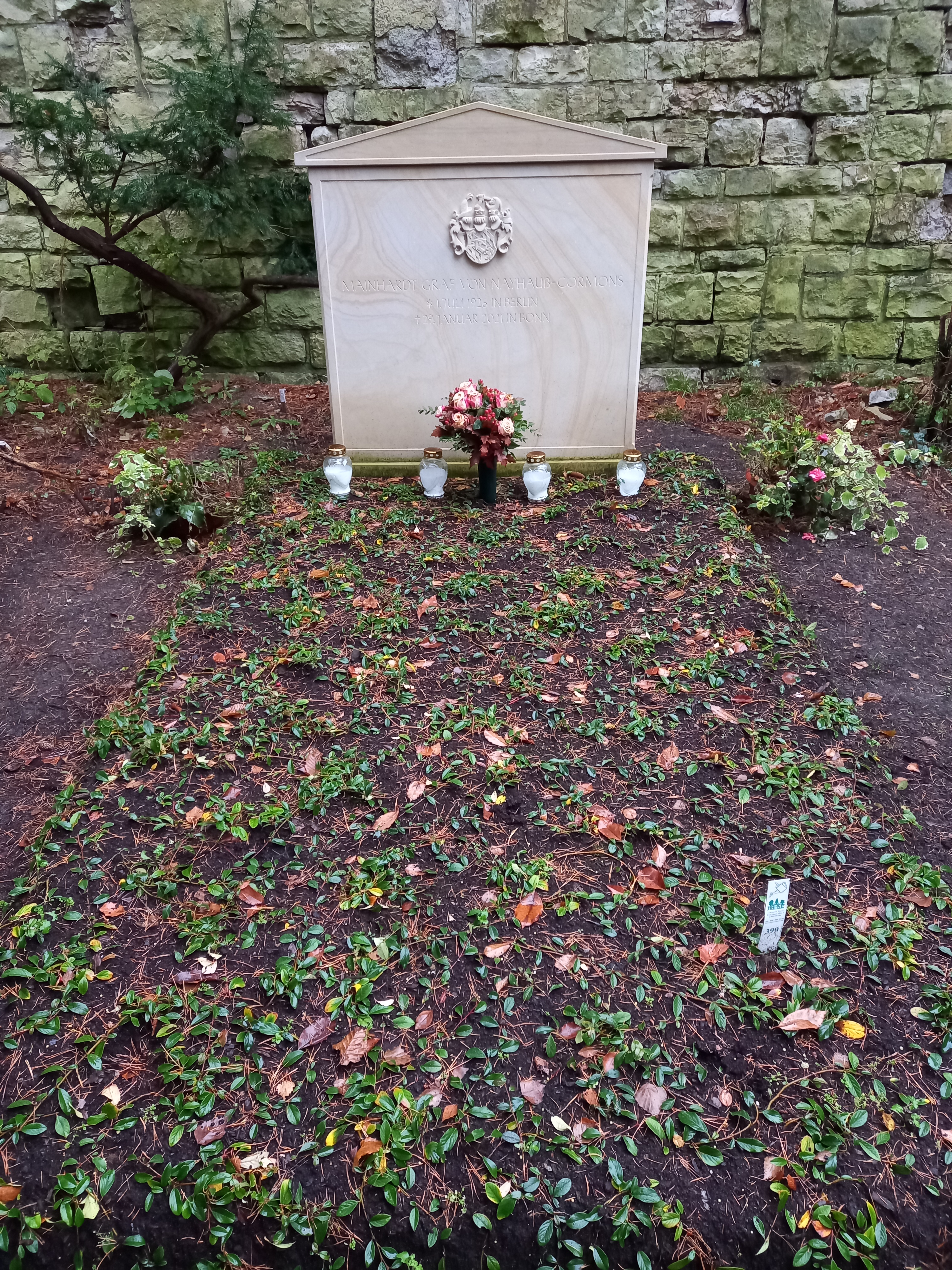
Das Grab von Mainhardt Graf von Nayhauß auf dem Friedhof Heerstraße in Berlin

Mainhardt Maria Stani Julius-Cäsar Eduard Franciscus Hubertus Graf von Nayhauß-Cormons, kurz auch Mainhardt Graf von Nayhauß, Mainhardt von Nayhauß-Cormons und Mainhardt von Cormons (* 1. Juli 1926 in Berlin; † 29. Januar 2021 in Bonn) war ein deutscher Journalist, Kolumnist und Buchautor.

## Leben
Mainhardt Graf von Nayhauß-Cormons, dessen Vorfahren aus Schlesien stammen, war der Sohn von Erika von Nayhauß-Cormons, geborene von Mosengeil, und des Offiziers, Publizisten und Gegners der Nationalsozialisten Stanislaus von Nayhauß-Cormons, der nach der „Machtergreifung“ von ihnen gefoltert und am 26. Juni 1933 in Gestapo-Haft ermordet wurde, und der Enkel von Julius Cäsar von Nayhauß-Cormons, Mitbegründer der Zentrumspartei und Mitglied des Reichstages.
Mainhardt von Nayhauß machte ein Kriegsabitur, besuchte eine Napola und trat der Waffen-SS bei, was er nach dem Krieg nicht bei der Entnazifizierung angab. Während der Operation Market Garden wurde er bei Abwehrkämpfen verletzt.
Nach seinem Wehrdienst erlernte er von 1947 bis 1948 den Beruf des Wirtschaftsjournalisten als Volontär bei den Nachrichten für Außenhandel, von 1948 bis 1955 war er als Presseattaché in der Presseabteilung des Schwedischen Generalkonsulats in Berlin tätig und arbeitete parallel dazu von 1951 bis 1952 als Redakteur beim RIAS. Anschließend zog er nach Bonn und wurde Korrespondent verschiedener Tages- und Wochenzeitungen: Der Spiegel (1956–1958), Stern (1958–1960), der Illustrierten Quick (1963–1966) und der Wirtschaftswoche (1974–1978). Von 1967 bis 1972 war er Redakteur der Zeitschrift Jasmin, von 1972 bis 1976 Chefredakteur zur besonderen Verfügung und Bonner Repräsentant des Verlags Gruner + Jahr und von 1975 bis 1981 Kolumnist für Die Welt und Welt am Sonntag. Danach war er Korrespondent bei Bunte, SUPERillu und die Bild-Zeitung.
Von 1981 bis  2011 schrieb er politische Kolumnen für die Bild-Zeitung – bis 1999 unter dem Titel Bonn vertraulich, von 1999 bis 2005 unter dem Titel Berlin vertraulich, die von der Kolumne Berlin Intern von Hugo Müller-Vogg abgelöst wurde, und ab 2005 eine Kolumne unter dem Titel Meine Top 10 der Woche.
Außerdem war Nayhauß Buchautor und Kolumnist für die Illustrierte Bunte und die im Internet erscheinende Netzeitung. Er veröffentlichte unter anderem Biografien über Helmut Schmidt (1988) und Richard von Weizsäcker (1994). Die meisten seiner Bücher sind im Lübbe-Verlag, Bergisch Gladbach beziehungsweise im Kölner Helmut Lingen Verlag erschienen.
Nayhauß war Träger des Verdienstordens der Bundesrepublik Deutschland (Verdienstkreuzes 1. Klasse). 
Er war seit 1966 verheiratet mit der Journalistin Sabine von Nayhauß-Cormons, geborene Beierlein, lebte in Bonn und hatte zwei Töchter, Tatjana und Tamara. Seine Tochter Tamara von Nayhauß wurde Fernsehmoderatorin.

## Schriften
- Endlich Frieden! Prominente erinnern sich an das Kriegsende, Bastei-Lübbe, Bergisch Gladbach 1985, ISBN 3-404-10722-5.
- Bonn vertraulich, Lübbe, Bergisch Gladbach 1986 (3. Auflage, Bergisch Gladbach 1987, ISBN 3-7857-0432-1).
- Zu Gast bei …, Lübbe, Bergisch Gladbach 1986, ISBN 3-404-10804-3.
- Helmut Schmidt. Mensch und Macher, Lübbe, Bergisch Gladbach 1990, ISBN 3-404-61197-7.
- Zwischen Gehorsam und Gewissen. Richard von Weizsäcker und das Infanterie-Regiment 9, Lübbe, Bergisch Gladbach 1994, ISBN 3-7857-0712-6.
- Bonn vertraulich. Die besten Kolumnen eines Insiders, von Hase und Koehler, Mainz 1998, ISBN 3-7758-1370-5.
- Denk ich zurück an Bonn. Das war die Macht am Rhein, Eco, Eltville am Rhein 2000, ISBN 3-934519-55-5.
- Die Geheimnisse der Kanzlerreisen. Unterwegs mit der Macht, Lingen, Köln 2007, ISBN 978-3-937490-34-2.[14]
- Helmut Kohl: Meine Jahre mit dem Kanzler der Einheit, Lingen, Köln 2010, ISBN 978-3-938323-10-6.
- Größenwahn und Politik (Hrsg.), Edition Lingenstiftung, Köln 2012, ISBN 978-3-941118-95-9.
- Chronist der Macht (Autobiographie), Siedler, München 2014, ISBN 978-3-8275-0012-0.